# Padna
Padna (wł. Padena) – wieś w Słowenii, w gminie Piran. W 2018 roku liczyła 188 mieszkańców.